# DO!深夜
『DO!深夜』（どしんや）は、2004年10月から2013年3月30日までフジテレビが土曜深夜に編成していた関東ローカルの深夜番組放送枠。
当初はレギュラー番組を数本放送していたが、2010年10月から2011年3月までは＜SEE EGGs＞というレーベルを付け足し、1時間の単発番組を1本もしくは2本放送する枠になった。また、＜DO!深夜＞のレーベルのみで過去の番組の再放送を行ったり、不定期に特別番組を放送することもあった。
2013年4月からは『SAナイト』という枠名になっている。

## 過去に放送されていた番組
以下に挙げたものの中には、枠移動によって継続している番組も多数ある。

### DO!深夜
『番組名＜DO!深夜＞』という形式で放送される。
- クイズ!スパイ2/7 （2004年10月 - 2005年3月）
- ニューカマーズ（2004年10月 - 2005年3月）
- メディアの苗床（2004年10月 - 2005年3月） - BSフジやフジテレビワンツーネクストの番組コンテンツを地上波で再放送。2005年4月からは木曜深夜（金曜未明）に放送。
- エデン〜絵伝〜（2005年4月 - 2005年9月）
- プレミアの巣窟（2005年4月 - 2005年9月）
- 男おばさん（2005年4月 - 2005年9月）
- NONFIX （2005年10月 - 2006年3月）
- 蟲師（2005年10月 - 2006年3月） - BSフジでも放送。DO!深夜アニメ劇場第1作。
- 銀幕会議（2005年10月 - 2006年9月）
- FNS地球特捜隊ダイバスター（2005年10月 - 2006年9月）
- 恋するフットサル（2006年4月 - 2006年9月）
- FNSソフト工場（2006年4月 - 2006年9月、不定期放送）
- バーテンダー（2006年10月 - 2006年12月） - BSフジでも放送。DO!深夜アニメ劇場第2作。
- グラビアトークオーディション（2006年10月 - 2007年3月）
- 月面兎兵器ミーナ（2007年1月 - 2007年3月） - BSフジでも放送。DO!深夜アニメ劇場第3作。
- スカルマン（2007年4月 - 2007年9月） - BSフジでも放送。DO!深夜アニメ劇場第4作。
- サタちゃん（2007年4月 - 2007年9月）
- MANNINGEN （2007年10月 - 2008年3月）
- しおんの王（2007年10月 - 2008年3月） - BSフジでも放送。DO!深夜アニメ劇場第5作。
- コンバット1.5 （2008年4月）
- 二十面相の娘（2008年4月 - 2008年9月） - BSフジでも放送。DO!深夜アニメ劇場最終作。
- コンバットII （2008年5月 - 2008年9月）
- ゴールドハウス（2008年10月 - 2009年3月）
- FNSドキュメンタリー大賞（2008年10月 - 2009年3月、不定期放送）
- 映画の達人2 （2009年4月 - 2009年9月）
- さんまのまんま（2009年4月 - 2009年9月）
- チョナン・カン2 （2009年4月 - 2010年3月）
- 24シーズンVII （2009年10月 - 2010年3月）
- My Dream （2010年4月 - 2010年6月）
- なんで推理SHOW ハテナの出口（2010年7月 - 2010年9月）
- MADMEN （2010年7月 - 2010年9月）
- 24シーズンVII 18 19 20 （2010年10月16日） - 2010年9月27日放送開始。他の話は<Tue★ナイ>などで放送。DO!深夜で唯一の海外テレビドラマ。
- 2010 F1 ブラジルGP予選（2010年11月6日） - 第18戦を放送。
- その顔が見てみたい（2010年11月13日）
- 日本女子工務店（2010年12月11日）
- ほこ×たて（2011年1月22日、再放送） - 2011年1月17日放送分の再放送。

### SEE EGGs
『＜SEE EGGs＞番組名＜DO!深夜＞』という形式で放送される。その後、ニューカマーズ枠で2011年9月17日に一度、金キラ☆ナイト枠で2011年4月 - 2012年3月にかけて放送されていた。
- ガールズアワード2010 （2010年10月23日） - 放送休止。
- トータル・ブラックアウト（2010年10月30日）
- ストレート3 （2010年11月6日） - 放送休止。
- ピカルの定理 意外と期待されてるSP （2010年11月20日）
- ガールズアワード2010 （2010年11月20日） - 2010年10月23日の振替放送。
- ニッポン!超人ヒーロー発見伝（2010年11月27日）
- ストレート3 （2010年11月27日） - 2010年11月6日の振替放送。
- ごちそうサマンサ（2010年12月4日）
- 笑う犬〜新たなる旅〜DVD発売緊急会議! （2010年12月11日）
- ナイトちゃん（2010年12月18日）
- 人志松本のすべらない話直前SP （2010年12月18日）
- むりやり途中下車（2011年1月15日）
- 求む!新人放送作家。（2011年1月22日）
- アップデート（2011年1月29日）
- G★ウォーズ 人気芸人48人朝まで大激突SP （2011年2月5日）